# 飾磨県

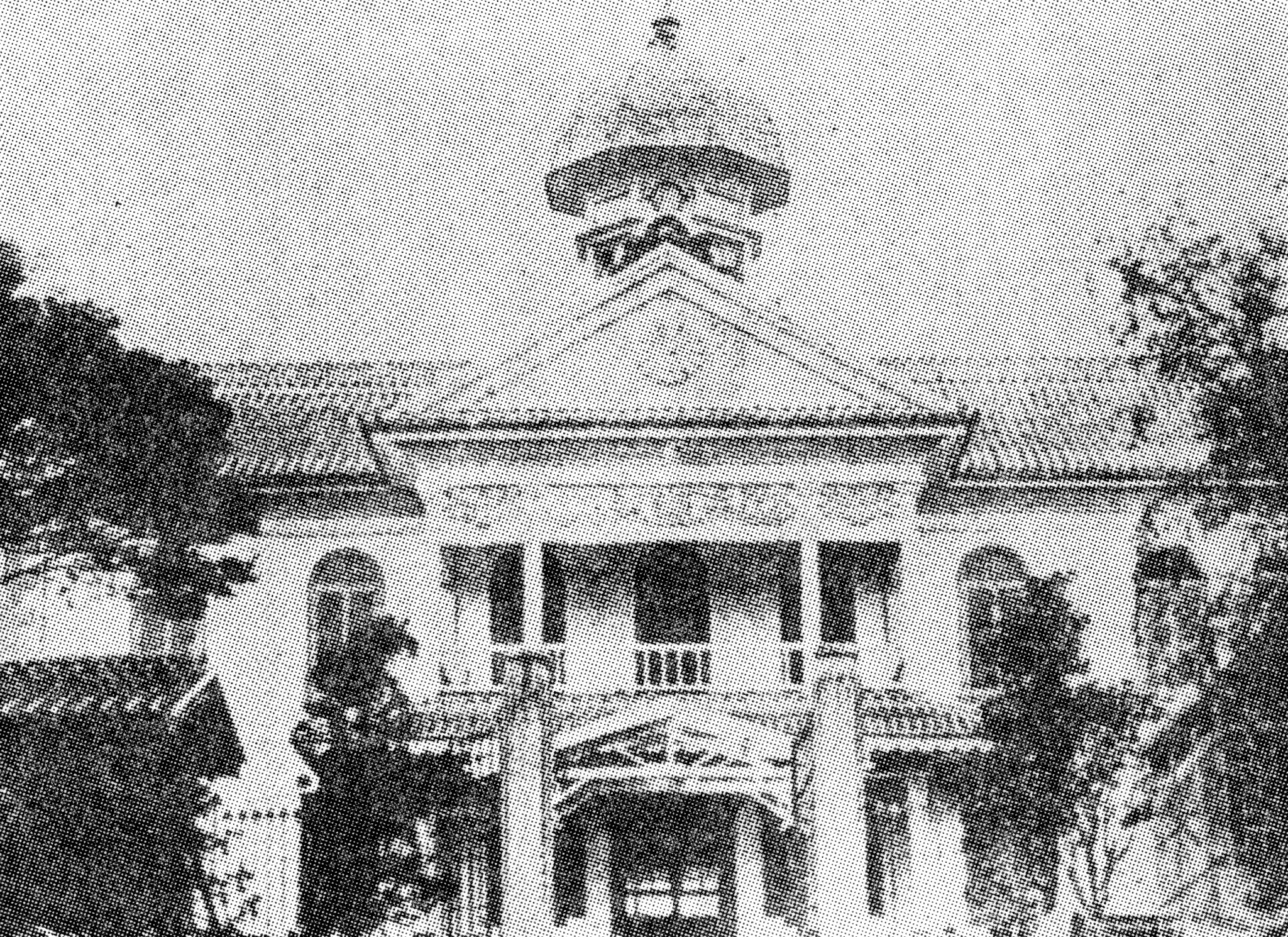
飾磨県庁舎

飾磨県（しかまけん）は、1871年（明治4年）に播磨国を管轄するために設置された県。現在の兵庫県南西部にあたる。本項では前身の姫路県（ひめじけん。第1次府県統合後）についても記す。

## 概要
廃藩置県により1871年（明治4年）4月に旧姫路藩に設置された姫路県を母体として同年11月に播磨国内の各県が統合されて新しい姫路県が成立したが、統合から1週間で飾磨県に改称した。名称は県庁所在地の飾磨郡からとられた。この短期間での改称の理由として、宮武外骨は著書『府藩県制史』において、旧姫路藩は譜代の佐幕藩であったために、県名として姫路の名称を使うことが明治政府によって嫌われたためであるとしている。ただし、宮武説は学説として認められたものではない。
県庁建物は最初、姫路城の三の丸にあったが1876年（明治9年）に城西部の薬師山に移転。兵庫県との合併後に姫路赤十字病院となるが2002年（平成14年）に移転・解体された。
1876年（明治9年）、府県統廃合の原案を練っていた内務卿・大久保利通は、国家的見地から、兵庫港を国際貿易港としての中心的な役割に発展させるため、当時まだ規模の小さい兵庫県に、物産豊かな飾磨県を編入することを考えた。この統合は実施されることとなり、飾磨県は廃止された。
1880年（明治13年）頃、飾磨県の再設置運動が活発化したが、実現することはなかった。

## 沿革
- 1871年（明治4年）
  - 11月2日 - 第1次府県統合により明石県（8万石）、赤穂県（2万石）、安志県（1万石）、小野県（1万石）、龍野県（5.1万石）、林田県（1万石）、姫路県（15万石）、三日月県（1.5万石）、三草県（1万石）、山崎県（1万石）が統合され、播磨国に姫路県が発足。県庁は飾磨郡姫路龍野町五丁目に設置。
  - 11月9日 - 参事・土肥実光の嘆願により姫路県が飾磨県に改称。
- 1876年（明治9年）8月21日 - 第2次府県統合により兵庫県に合併。同日飾磨県廃止。

## 管轄地域
- 播磨国一円

尼崎県、生野県、忍県、古河県、鳥取県（旧福本藩1.15万石）、鶴舞県、兵庫県、丸亀県、壬生県の飛地領も編入した。

## 歴代知事

### 姫路県
- 1871年（明治4年）11月2日 - 1871年（明治4年）11月9日 ： 参事・土肥実光（元丸亀藩士）

### 飾磨県
- 1871年（明治4年）11月9日 - 1872年（明治5年）1月4日 ： 参事・土肥実光（前姫路県参事）
- 1871年（明治4年）12月18日 - 1872年（明治5年）8月27日 ： 権令・中島錫胤（前岩鼻県知事、元徳島藩士）
- 1872年（明治5年）8月27日 - 1872年（明治5年）9月15日 ： 不在
- 1872年（明治5年）9月15日 - 1874年（明治7年）8月9日 ： 参事・森岡昌純（前長崎県権参事、元鹿児島藩士）
- 1874年（明治7年）8月9日 - 1876年（明治9年）8月20日 ： 権令・森岡昌純（前飾磨県参事）